# Tomislav van Joegoslavië

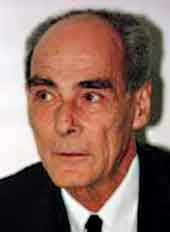
Prins Tomislav van Joegoslavië

Tomislav van Joegoslavië (Belgrado, 9 januari 1928 - Oplenac, 12 juli 2000) was een Joegoslavische prins uit het huis Karađorđević.
Hij was de tweede zoon van koning Alexander I en koningin Marie, een dochter van koning Ferdinand I van Roemenië en Marie van Edinburgh, een kleindochter van de Britse koningin Victoria. Zijn oudere broer was koning Peter II van Joegoslavië.
Zelf trad hij op 7 juni 1957 in het huwelijk met prinses Margarethe van Baden, de oudste dochter van prins Berthold van Baden en Theodora van Griekenland en Denemarken en een nichtje van de Britse prins-gemaal Philip, hertog van Edinburgh. Het paar had twee kinderen:
- Nicolaas (1959)
- Catharina (1959), zij werd acht maanden later dan haar oudere broer geboren

In 1981 scheidde het koppel. Prins Tomislav hertrouwde met Linda Mary Bonney. Met haar kreeg hij nog twee zonen:
- George (1984)
- Michael (1985)

De prins woonde sinds de val van het Joegoslavische koninkrijk in ballingschap in Engeland. In 1992 was hij het eerste lid van zijn familie die terugkeerde naar Servië. Daar overleed hij in 2000, op tweeënzeventigjarige leeftijd.